# Зориківка
Зори́ківка — село в Україні, у Міловській селищній громаді Старобільського району Луганської області. Населення становить 824 осіб.

## Історія
За даними на 1864 рік на казенній слободі Старобільського повіту Харківської губернії мешкало 1772 особи (894 чоловічої статі та 878 — жіночої), налічувалось 189 дворових господарства, існувала православна церква, відбувався щорічний ярмарок.
Станом на 1885 рік у колишній державній слободі, центрі Зориківська волості, мешкало 2070 осіб, налічувалось 311 дворових господарств, існували православна церква й школа, відбувався щорічний ярмарок.
За переписом 1897 року кількість мешканців зросла до 2294 осіб (1146 чоловічої статі та 1148 — жіночої), з яких всі — православної віри.
За даними на 1914 рік у слободі проживало 3530 мешканців.
Село постраждало внаслідок геноциду українського народу, вчиненого урядом СССР у 1932—1933 роках, кількість встановлених жертв — 44 людей.

## Населення
Згідно з переписом УРСР 1989 року чисельність наявного населення села становила 884 особи, з яких 401 чоловік та 483 жінки.
За переписом населення України 2001 року в селі мешкали 824 особи.

### Мова
Розподіл населення за рідною мовою за даними перепису 2001 року:
| Мова       | Відсоток |
| ---------- | -------- |
| українська | 94,17 %  |
| російська  | 5,46 %   |
| білоруська | 0,12 %   |
| угорська   | 0,12 %   |